# Eristalinus calops
Eristalinus calops är en tvåvingeart som först beskrevs av Jacques-Marie-Frangile Bigot 1880.  Eristalinus calops ingår i släktet slamflugor, och familjen blomflugor.
Artens utbredningsområde är Colombia. Inga underarter finns listade i Catalogue of Life.